# Salix chlorolepis
Salix chlorolepis är en videväxtart som beskrevs av Merritt Lyndon Fernald. Salix chlorolepis ingår i släktet viden, och familjen videväxter. Inga underarter finns listade i Catalogue of Life.